# تنیو
تنیو (به مجاری:  Tényő) یک منطقهٔ مسکونی در مجارستان است که در دیور-موشون-شوپرون واقع شده‌است.

## خصوصیات
تنیو ۲۶٫۳۸ کیلومترمربع مساحت و ۱٬۵۵۶ نفر جمعیت دارد.